# Grenaa Kirke
Grenaa Kirke eller Sankt Gertruds kirke er en kirke på Torvet i Grenaa på Djursland.
Kirken er bygget omkring år 1300, men store dele af kirkens indre blev i 1649 ødelagt ved en brand. Genopbygningen i 1650'erne blev til et hvælvet kirkerum. Selve kirken er bygget af munkesten og granitkvadre. En ombygning i 1870'erne har givet kirken dens karakteristiske spir med kamtakker. 
Kirken fik den 9. oktober 2010 indviet det royale klokkespil ”Dronning Ingrids klokkespil”, om hvilket HKH Kronprins Frederik sagde ”En rejse værd blandt klokkenister i Europa”. Klokkespillet startede med 21 klokker i 1995, og blev fuldført i 2024 med installationen af den sidste klokke på 1 ton, og består nu af i alt 49 klokker.

## Eksterne kilder og henvisninger
- Kirkens beskrivelse i Trap – Kongeriget Danmark, 3. udgave, bind 4, s. 835/836 hos Projekt Runeberg
- Grenaa Kirke hos KortTilKirken.dk

- Wikimedia Commons har flere filer relateret til Grenaa Kirke